# Tac O Tac, gagnant à vie
Pour les articles homonymes, voir Tac.
Tac O Tac, gagnant à vie était un jeu télévisé présenté par Vincent Perrot diffusé sur France 3 entre janvier 2004 et décembre 2006, puis du 2 septembre 2007 au 30 décembre 2007 sur NT1.

## Concept
Vincent Perrot reçoit chaque semaine quatre gagnants du jeu de grattage Tac-O-Tac, détenteurs des quatre clés du ticket et des quatre symboles télé. Les candidats peuvent repartir avec 2 000 € par mois à vie.

## Historique
Ce jeu est le successeur du Tac O Tac TV diffusé de 1999 à 2003[réf. souhaitée] sur TF1.
Il était diffusé chaque samedi sur France 3 entre 20 h 25 et 20 h 50. Lors des vacances scolaires, il était diffusée le dimanche matin. Puis de septembre 2006 à décembre 2006, il était diffusée le dimanche vers 6h30 du matin.
À partir du 25 décembre 2006, la chaîne ne souhaite pas reconduire son contrat de diffusion avec la Française des jeux. La production cherche une autre chaîne pour continuer à diffuser l'émission. Elle finit par diffuser l'émission sur NT1 de septembre à décembre 2007 sur NT1, avec comme présentateur Stéphane Jobert.

## Règles du jeu

### Première version du jeu
Dans la première version du jeu (jusqu'en janvier 2006), une partie se divise en trois manches. Quatre candidats chanceux jouent la première manche et doivent parcourir un parcours simple consistant en cinq paliers à franchir. Chaque joueur dispose d'une grille de seize cases et en retourne une au choix son tour venu. Il peut découvrir les mentions +1, +2, +3, +1 et rejouez, +2 et rejouez, Rejoignez le mieux placé, Rendez-vous case 3, ce qui lui permet de progresser dans le parcours. Mais il peut aussi retourner par malchance la case Passez votre tour et ainsi rester immobile. Il peut aussi tomber sur une case Jeu : 1 chance sur 2 qui lui permet d'avancer de trois paliers à condition de choisir la bonne couleur parmi les deux proposées. Seuls les deux premiers qui parviennent au cinquième palier et rejoignent l'animateur se qualifient pour la seconde manche. L'éliminé le plus éloigné de l'arrivée remporte 800 euros par mois pendant 4 ans, l'autre éliminé 1 000 euros par mois sur la même durée. 
Les deux candidats les plus chanceux, arrivés au cinquième palier, jouent la seconde manche, assurés de gagner au moins 1 000 euros par mois pendant 4 ans. Une fois de plus, chacun des deux demi-finalistes dispose d'une grille de seize cases (des cases +1, +2, +3, +1 et rejouez, -2, rejoignez votre voisin...). Le parcours, plus complexe, se compose de cinq paliers principaux et de cases interstitielles permettant d'augmenter les gains des deux joueurs, ou de gagner des clés en vue de la finale. Entre les paliers 1 et 2 se trouvent une case +200 euros (à gauche, pour passer de 1 000 à 1 200 €/mois sur 4 ans) et une case + 1 an (à droite, pour passer de 1000€/mois sur 5 ans). Entre les paliers 2 et 3 se trouvent une case clé (à gauche) et une case + 2 ans (à droite). Entre les paliers 3 et 4 se trouvent la case mystère (une roulette tourne et attribue la mention Passez votre tour, + 500 €, + 3 ans ou Allez en finale + 1 clé) et la case clé. Entre le palier 4 et l'arrivée se trouvent les cases + 300 euros et la case clé. Au cours de son évolution sur le parcours, le joueur, sur un palier principal, peut choisir une des deux cases interstitielles pour augmenter ses gains ou gagner une clé, ou alors d'aller tout droit pour évoluer plus vite vers l'arrivée (dans ce cas, il n'améliore pas ses gains). Seul le joueur parvenant au bout du parcours avant son adversaire joue la grande finale, le perdant remporte la somme de 1000 €/mois pendant 4 ans, augmentée des gains des cases interstitielles sur lesquelles il a posé les pieds. Par ailleurs, il existe un autre moyen plus rapide de parvenir en finale : parvenir sur la case mystère et voir la roulette s'arrêter sur Allez en finale + 1 clé, ce qui propulse immédiatement le joueur en finale.
Le joueur le plus chanceux, vainqueur de la demi-finale, joue la finale, soit pour remporter le gain suprême de 2 000 €/mois à vie, soit pour repartir avec son gain validé au terme de la seconde manche. Devant lui, les deux grandes portes s'ouvrent, et les seize cases sont présentées. Les quatre premières sont les quatre symboles du gain à vie (pièces de monnaie, voiture, île déserte, villa) que le joueur devra retrouver, pour remporter le gain suprême. Le problème, c'est que sept cases porte sont les leurres à éviter absolument, car une case de cette sorte, quand elle est retournée, ferme les deux portes d'un cran sur quatre. Ainsi, le cumul de quatre cases porte avant celui des quatre symboles tant convoités du gain à vie entraîne la défaite du joueur. Les cinq cases restantes comprennent les éventuelles clés ramassées en demi-finale, qui permettent, une fois retournées, de rouvrir les portes d'un cran et de compenser l'effet d'une case porte ; et des cases Rejouez, qui sont neutres. Les seize cases, une fois toutes présentées, sont retournées et mélangées. C'est au joueur de retrouver les quatre symboles du gain à vie avant que les portes ne se referment définitivement (par le retournement de quatre cases porte). Le joueur retourne les cases une à une. S'il trouve un symbole du gain à vie, celui-ci s'affiche en grand devant lui. S'il retourne une case porte, les grandes portes se referment d'un cran. S'il retourne une clé, les portes s'ouvrent d'un cran. S'il retourne une case Rejouez, rien ne se passe. Si le joueur trouve les quatre symboles du gain à vie avant de retourner quatre cases porte, il décroche le jackpot de 2 000 euros par mois à vie. Dans le cas contraire, il repart avec son gain avec lequel il était arrivé en finale.

### Seconde version du jeu (janvier à décembre 2006)
Fin janvier 2006, les décors du jeu changent, son organisation aussi. Désormais, seuls trois gagnants peuvent prétendre au gain à vie à chaque partie. La partie ne se divise qu'en deux manches, et la première n'est pas éliminatoire : les trois chanceux sont assurés d'aller en finale, même le dernier arrivé. La première manche consiste en un parcours en quatre grands paliers, entre lesquels se trouvent des cases interstitielles. Entre les paliers 1 et 2 se trouvent une case 1 an (à gauche) et une case 100 € (à droite) ; entre les paliers 2 et 3 se trouvent la case + 2 ans (à gauche) et la case mystère (à droite) ; entre les paliers 3 et 4 se trouvent les cases 300 € et 3 ans. Les joueurs évoluent sur ce parcours selon le même principe que la deuxième manche de la première version du jeu, à l'appui d'un tableau de quatorze cases. Si un joueur joue la case mystère, il pourra être contraint de passer son tour, gagner + 200 €, ou être propulsé en finale avec sa cagnotte mensuelle augmentée de 200 €.
Une fois la première manche terminée, les trois joueurs accèdent en finale. Pour que l'un des joueurs gagnent sa cagnotte mensuelle chaque mois à vie, il doit franchir les quatre paliers avant la fermeture des portes. Face aux trois joueurs, se trouvent un tableau de quarante cases. 21 d'entre elles sont des cases chance (neuf sont attribuées au joueur arrivé premier à la première manche, sept au joueur arrivé second, cinq au dernier). Dès qu'une case chance est retournée, celui à qui cette case est attribuée avance d'un palier. 15 cases sont des portes, elles signifient la fermeture des portes d'un cran sur quatre. Deux autres cases, au contraire, permettent de les rouvrir d'un cran. Il reste une case 600 €, qui élève de 600 € la cagnotte mensuelle du joueur qui la trouve ; et une case Rejouez, qui permet à celui qui la découvre de rejouer. 
C'est donc une vraie finale collective qui est jouée. Car si un joueur trouve une case porte, il pénalise ses deux adversaires car la fermeture de la porte est préjudiciable aux trois joueurs. Quand un joueur découvre une case chance, qu'il ne jubile pas trop vite, il n'avancera d'un palier que si la case est à son nom. Sinon, il fait avancer un de ses adversaires ! Si un joueur franchit les quatre paliers avant la fermeture des portes, il touche la même somme de sa cagnotte par mois, mais à vie. Si les portes se referment avant qu'un joueur ne franchisse quatre paliers, personne n'est gagnant à vie.